# Форт Лалбагх
Форт Лалбагх (бенг. লালবাগ দূর্গ) — укріплена фортеця в Дацці, столиці держави Бангладеш. Будівництво Лалбагху почалося 1678 року шах-заде Султаном Мухаммадом Азамом, сином могольского падишаха Аурангзеба.

## Історія
Фортеця розташована в північно-західній частині Дакки на березі річки Буріганга. Шахзаде Султан Мухаммад Азам почав будівництво, коли перебував на посаді субадара Бенгалії. Шаіста-хан, дядько падишаха Аурангзеба, очолив будівництво об'єкту після того як змінив Мухаммада Азама на посаді субадара. Вважається, що передчасна смерть його улюбленої дочки Парі Бібі викликала припинення будівництва. Вона була заручена з шах-заде Мухаммадом Азамом.
Фортеця прямокутної форми і охоплює площу 1082х800 метрів. У периметрі розташовані восьмикутні башти. Монументальні брами на південному сході і північному заході перебувають за 800 метрів одна від одної.
Будівля побудована в архітектурному стилі Великих Моголів. Спочатку фортеця повинна була мати три поверхи, але будівництво третього поверху було припинене після смерті дочки субадара Шаіста-хана.

## Гробниця Бібі Парі
Могила Бібі Парі, дочки хана Шаіста, перебуває в центрі комплексу. Усипальниця розташована в центральній кімнати, що у формі квадрата. Могила вкрита восьмикутним куполом, який обгорнутий латунними пластинами. Усі внутрішні стіни кімнати вкриті білим мармуром. Ще одна невелика могила в південно-східному кутку кімнати.